# 大阪体育大学の人物一覧
大阪体育大学の人物一覧は大阪体育大学に関係する人物の一覧記事。

## 大学関係者
- 大島鎌吉（元副学長・三段跳び選手 - ロサンゼルスオリンピック銅メダリスト）
- 加藤橘夫（元学長）
- 原田宗彦（2021年より学長）

## 著名な出身者（関係者も含む）

### 野球

#### 男子
現役選手 
- 酒居知史（東北楽天ゴールデンイーグルス）
- 松葉貴大（中日ドラゴンズ）
- 村田透（元北海道日本ハムファイターズ、現在でもトレーニングを続けている）

 引退選手・指導者・関係者 
- 塚本洋（コーチ）
- 宮前岳巳（コーチ）
- 赤川貴弘（コーチ）
- 川村隆史（コーチ）
- 長田孝幸（コーチ）
- 安田昌玄（コーチ）
- 渡田均（審判員）
- 比屋根吉信（アマチュア野球指導者）
- 上原浩治
- 妹尾軒作
- 高木啓充
- 橋本太郎
- 橋本泰由
- 藤瀬史朗（現在は学校法人浪商学園職員）
- 宮川将

#### 女子
現役選手 
- 田中亜里沙（京都フローラ）

 引退選手・指導者・関係者 
- 中川結麻
- 半田渚

### サッカー

#### 男子
現役選手 
- 秋山拓也（徳島ヴォルティス）
- 浅野雄也（サンフレッチェ広島）
- 池上丈二（レノファ山口FC）
- 池永航（FC大阪）
- 伊佐耕平（大分トリニータ）
- 大崎航詩（水戸ホーリーホック）
- 太田賢吾（グルージャ盛岡）
- 柿本倫明
- 上原洋史
- 川西翔太（FC岐阜）
- 河原忠明
- 菊池流帆（ヴィッセル神戸）
- 桑原裕義
- 込山和樹
- 近藤岳登 ※中退
- 酒井将史
- 坂本修佑（奈良クラブ）
- 猿沢茂
- 澤上竜二（セレッソ大阪）
- 島田貴裕
- 下村東美
- 末吉塁（モンテディオ山形）
- 菅原渉（FC大阪）
- 高畠勉
- 立川小太郎（AC長野パルセイロ）
- 田所諒
- 田中駿汰
- 西田恵（ツエーゲン金沢）
- 橋本和（FC岐阜）
- 林大地（サガン鳥栖）
- 疋田優人（ファジアーノ岡山）
- 姫野昂志（ヴェルスパ大分）
- 福重良一
- 藤春廣輝（ガンバ大阪）
- 古田泰士
- 松尾元太
- 松岡真吾
- 麦田和志
- 村上昌謙（アビスパ福岡）
- 村田和哉（レノファ山口FC）
- 矢田貝壮貴（AC長野パルセイロ）
- 山本大稀（おこしやす京都AC）
- 米澤剛志

 引退選手・指導者・関係者 
- 猿澤真治（指導者）
- 井上卓也（指導者）
- 祖母井秀隆（グルノーブル・フット38会長）
- 江角浩司（コーチ）
- 大橋浩司（元女子日本代表監督）
- 桂秀樹（コーチ）
- 加藤寛（指導者）
- 岸本浩右（コーチ）
- 高間武（監督）
- 武田亘弘（コーチ）
- 鶴田道弘（監督）
- 西村昭宏（監督）
- 濵吉正則（指導者）
- 廣嶋禎数（審判員）
- 古邊考功（コーチ）
- 前田和哉（コーチ）
- 松井清隆（コーチ）
- 御厨貴文（審判員）

#### 女子
現役選手 
- 上野友紀子（スペランツァFC大阪高槻）
- 神原史（TEPCOマリーゼ）
- 泊志穂
- 中川理恵（岡山湯郷Belle）
- 日置ちはる
- 山本亜里奈

 引退選手・指導者・関係者 
- 城地泰子
- 田中静佳
- 土橋優貴

### バレーボール
引退選手・指導者・関係者 
- 河本昭義（岡山シーガルズ監督）
- 眞鍋政義（元日本女子代表監督・ヴィクトリーナ姫路GM）
- 長江晃生（大阪体育大学准教授・女子バレーボール部監督）
- 脇田美怜（元ヴィクトリーナ姫路）

### バスケットボール
現役選手 
- 出水田理絵
- 上長美菜
- 奥村鈴
- 瀧井亜里沙
- 田村大輔
- 藤井香苗
- 桝本純也
- 籔内幸樹
- 渡部真代

 引退選手・指導者・関係者 
- 比嘉靖（指導者）
- 窪田夕子
- 三根由香理
- 山岡五月

### ハンドボール
- 高智海吏
- 志賀良弘
- 谷村遼太
- 玉村健次
- 永島英明
- 吉田耕平
- 植垣健人
- 助安功成
- 稲毛隆人
- 中浦成崇
- 矢田路人
- 子安貴之
- 村上凌太
- 後藤悟
- 成田幸平
- 香川壮次郎

### ラグビー
現役選手 
- 菊谷崇
- 金喆元（ワールドカップ2007日本代表）
- 久住辰也
- 齊藤聖奈

 引退選手・指導者・関係者 
- 井上正幸（前ラグビー部ヘッドコーチ）
- 大村武則（日本代表マネージャー）
- 坂田好弘（大阪体育大学教授・前ラグビー部監督）
- 塩崎公寿（ラグビーレフリー）

### 陸上競技
- 岩本敏恵（元短距離走選手）
- 太宰知子（元ハードル選手）
- 藤村信子（元長距離走・マラソン選手・現京都府立南丹高校陸上部顧問）

### 体操競技
- 上山容弘（トランポリン選手 - 北京オリンピック日本代表予選9位）
- 沖口誠（北京オリンピック銀メダリスト）
- 椋本啓子

 引退選手・指導者・関係者 
- 比嘉靖（指導者）
- 窪田夕子
- 三根由香理
- 山岡五月

### ボクシング
- 松村謙一（プロボクサー）
- 高見公明（ボクシング選手）

### 武道
- 山本沙羅（柔道選手）
- 山田ゆかり（空手選手）
- 石田利也（剣道、大阪府警察警察官）
- 佐藤博光（剣道、大阪府警察警察官）

### スポーツその他
- 豊岡英子（自転車競技選手）
- 石森宏一（レスリング選手）
- 豊田宣広（競泳選手）
- 田阪登紀夫（卓球選手）
- 片山満津芳（アーティスティックスイミング選手）
- 高山亜樹（アーティスティックスイミング選手）

### 経済
- 手塚一志（有限会社ベータエンドルフィン代表取締役・CEO）
- 山村輝治（ダスキン社長）

### 学術
- 石井好二郎（同志社大学教授）
- 二宮浩彰（同志社大学教授）
- 原田宗彦（元早稲田大学教授、大阪体育大学学長）
- 松岡宏高（早稲田大学教授、Vリーグ理事、ホッケー日本リーグ理事）

### 文化
- 上原善広（ジャーナリスト）
- 高木忠智（フォトジャーナリスト）
- 矢内原美邦（演出家）
- 田端英樹（プラネタリウム解説者 - 星兄）

### 芸能
- 今谷慶介(ミュージシャン)
- 幹てつや（お笑いタレント）